# Babus Jolán
Babus Jolán (Kassa, 1917. október 14. – Szekszárd, 1967. május 5.) tanár, néprajzkutató.

## Tanulmányai
Édesapja református lelkész, a család a trianoni békekötés után Lónyára költözött (1920). A debreceni tudományegyetem történelem-földrajz szakán középiskolai tanári diplomát szerzett (1936–1941).

## Munkahelyei
A nyíregyházi Kálvineum felügyelő tanára (1941), Lónyán a budapesti Néprajzi Múzeum vidéki munkatársa (1942), a Néprajzi Múzeumban próbaszolgálatos díjtalan tisztviselőjelölt (1943–1944), egyúttal az Állami Erzsébet Nőiskola Kollégiumában felügyelő tanár (1943–1944). A lónyai állami általános iskola óraadó (1947–1948), majd rendes tanára (1948–1952), a vásárosnaményi Állami Ált. Gimnázium alapító tanára (1952–1957), a vásárosnaményi Járási Könyvtár szervező könyvtárosa (1957–1961), a szekszárdi múzeum muzeológusa (1961–1967).

## Kapcsolata a néprajzzal
A debreceni egyetemen ismerkedett meg a néprajztudománnyal. Bekapcsolódott a Néprajzi Múzeum gyűjtőhálózatába, majd önálló gyűjtőmunkába kezdett. Kutatásai során a beregi nép életét, munkáját és népművészetét vizsgálta. Gimnáziumi tanárként néprajzi szakkört szervezett (1954), s tervei közt szerepelt egy iskolai múzeum létrehozása, mely egy későbbi Beregi Múzeum alapja lehet. Szekszárdi évei alatt Tolna megye néprajza is felkeltette érdeklődését. Sárközi gyűjtései mellett jelentősek a népi kismesterségek (kékfestés) kutatása terén elért eredményei. Írásai elsősorban a Néprajzi Közleményekben jelentek meg (1957-től).

## Jelene
Kéziratait halálának 10. évfordulójára rendezte sajtó alá Erdész Sándor a Jósa András Múzeum kiadványai sorozat 6. kötetében. Vásárosnaményban középiskolai kollégiumot neveztek el róla (1995).

## Főbb művei
- Babus Jolán: Nádvágás és tetőfedés a Bereg megyei Lónyán (Ethnographia 1954. 1-2. szám, 231-239.)
- Kender- és lenmunkák a Bereg megyei Lónyán (Néprajzi Közlemények, 1957, 3-4., 202-247.)
- A lónyai vizek néprajza (uo., 1959. 3.)
- Adalékok a lónyai aratáshoz (uo., 1960, 3-4., 153-186)
- Néprajzi tanulmányok a beregi Tiszahátról (Honismereti kutatások Szabolcs-Szatmárban. II. Nyíregyháza, 1976.)